# 69 pr. n. št.
69 pr. n. št. je bilo leto predjulijanskega rimskega koledarja.
Oznaka 69 pr. Kr. oz. 69 AC (Ante Christum, »pred Kristusom«), zdaj posodobljeno v 69 pr. n. št., se uporablja od srednjega veka, ko se je uveljavilo številčenje po sistemu Anno Domini.

## Rojstva
- Kleopatra VII., kraljica Starega Egipta († 30 pr. n. št.)